# Семчиново
Семчи́ново (болг. Семчиново) — село в Пазарджицькій області Болгарії. Входить до складу общини Септемврі.

## Населення
За даними перепису населення 2011 року у селі проживали 1943 особи.
Національний склад населення села:
| Національність   | Кількість осіб | Відсоток |
| ---------------- | -------------- | -------- |
| болгари          | 1371           | 88,2%    |
| цигани           | 174            | 11,2%    |
| турки            | 3              | 0,2%     |
| інша             | 3              | 0,2%     |
| не визначились   | 4              | 0,3%     |
| Всього відповіли | 1555           |          |

Розподіл населення за віком у 2011 році:
Динаміка населення: